# Mártires de Tacubaya
Mártires de Tacubaya è un comune del Messico, situato nello stato di Oaxaca.